# Chích Vân Nam
Chích Vân Nam (tên khoa học: Cettia pallidipes) là một loài chim trong họ Cettiidae.